# Nemecske
Nemecske (szlovákul Nemečky) község Szlovákiában, a Nyitrai kerület Nagytapolcsányi járásában.

## Fekvése
Nagytapolcsánytól 13 km-re északra, a Hotina partján fekszik.

## Története
A község területe már a történelem előtti időkben lakott volt. A folyókban és patakokban gazdag vidéken már az újkőkorszakban földművelő népek éltek, melyek településeinek nyomait a Luknišová nevű határrészen, valamint a perjési út melletti területen tárták fel. Az előkerült cserépmaradványok alapján a leletek az i. e. 3. évezredre keltezhetők. A terület valószínűleg később is folyamatosan lakott volt. A 7. és 8. századból korai szláv sírok kerültek elő.
A mai település Nyitraperjés határában keletkezett, 1359-ben Nemechke néven említik először. Királyi birtok, majd a 16. században az Újfalussy család birtoka. 1641-ben a Berényi család szerezte meg. 1715-ben 15 adózó háztartása volt. 1787-ben 44 házában 299 lakos élt. A 19. században a Nemeshegyi család birtoka. 1828-ban 40 házát 281-en lakták, akik főként mezőgazdaságból éltek.
Vályi András szerint "NEMECZKE. Elegyes falu Nyitra Várm. földes Urai B. Splényi, és több Urak; lakosai külömbfélék, fekszik Prasiczhoz közel, mellynek filiája, fája van, legelője elég, szőleje malma helyben, piatzozása Tapolczán, Bánon, réttye, ’s földgye jó."
Fényes Elek szerint "Nemecske, tót falu, Nyitra vármegyében, erdők közt: 271 kath., 9 zsidó lak., sovány földdel, de sok erdővel. F. u. gr. Erdődy Józsefnő. Ut. p. Nagy-Tapolcsány."
A trianoni békeszerződésig Nyitra vármegye Nagytapolcsányi járásához tartozott.

## Népessége
| Év:            | 1994. | 2004.   | 2014.   | 2024.   |
| -------------- | ----- | ------- | ------- | ------- |
| Emberek száma: | 277   | 302     | 312     | 316     |
| Eltérés:       |       | +9,02 % | +3,31 % | +1,28 % |

| Év:            | 2023. | 2024.   |
| -------------- | ----- | ------- |
| Emberek száma: | 320   | 316     |
| Eltérés:       |       | -1,25 % |

1910-ben 366, túlnyomórészt szlovák lakosa volt.
2001-ben 302 szlovák lakosa volt.
2011-ben 309 szlovák lakta.

## Külső hivatkozások
- Nemecske Szlovákia térképén
- Nemecske Szlovákia térképén
- Travelatlas.sk
- E-obce.sk